# Samoobrona Rzeczpospolitej Polskiej
Samoobrona Rzeczpospolitej Polskiej – polska partia polityczna, odwołująca się w różnych okresach swojej działalności głównie do idei socjalistyczno-agrarnych, narodowo-lewicowych, lewicowo-katolickich, socjalistyczno-katolickich, antyglobalistycznych, antykapitalistycznych, nacjonalistycznych i agrarnych, najczęściej łącząca poszczególne elementy tych nurtów, założona 10 stycznia 1992 (zarejestrowana sądownie 12 czerwca 1992) z inicjatywy działaczy Związku Zawodowego Rolnictwa „Samoobrona” Andrzeja Leppera. Do 17 stycznia 2000 nosiła nazwę Przymierze Samoobrona. W latach 2006–2007 współtworzyła koalicyjny rząd wraz z Prawem i Sprawiedliwością i Ligą Polskich Rodzin. W latach 2001–2007 posiadała klub parlamentarny, a od 2004 do 2009 reprezentację w Parlamencie Europejskim. 4 marca 2012 weszła w skład partii Samoobrona, powołanej w styczniu 2010 przez część działaczy Samoobrony RP (którą także przed śmiercią kierował Andrzej Lepper). W listopadzie 2021 złożono wniosek o rejestrację reaktywowanej Samoobrony RP (istniejącej równolegle do Samoobrony), która nastąpiła 28 września 2022.

## Historia

### Geneza
Początki istnienia organizacji związkowej sięgają lipca 1991 roku, gdy z inicjatywy Andrzeja Leppera grupa poszkodowanych przez powódź rolników powołała do życia Gminne Komitety Samoobrony Rolnictwa. Podczas protestów rolników w Warszawie na przełomie września i października spotkały się grupy rolników zamojska i zachodniopomorska. W październiku odbyły się także wybory parlamentarne 27 października 1991 „Wojewódzki Komitet Samoobrony Rolników w Koszalinie z siedzibą w Darłowie” (komitet wyborczy zarejestrowany w 1 na 37 okręgów wyborczych) uzyskał 3247 głosów, tj. 0,03% poparcia i nie zdobył mandatów parlamentarnych. Do Sejmu kandydowali: Andrzej Lepper, Leszek Siudek i Józef Kołodziej. Wynik doprowadził do rozłamu w komitecie wyborczym i „Wojewódzki Komitet Samoobrony Rolników w Koszalinie z siedzibą w Darłowie” przekształcił się w „Samoobronę – Leppera”. W latach 90. polityka partii była ściśle związana z działalnością ZZR „Samoobrona”, którego członkowie organizowali protesty polegające głównie na blokowaniu dróg w sprzeciwie wobec polityki ekonomicznej kolejnych rządów, a zwłaszcza w okresie rządu Hanny Suchockiej.

### 1992–2001
Związek Zawodowy Rolnictwa „Samoobrona” został zarejestrowany 10 stycznia 1992, zaś rejestracja partii nastąpiła 12 czerwca tego samego roku. Jej powstanie związane było m.in. powołaniem przez poszkodowanych przez powódź rolników z okolic Darłowa Gminnych Komitetów Samoobrony Rolnictwa. Wśród członków założycieli partii byli związkowcy (m.in. Andrzej Lepper, Marek Lech, Jerzy Trojanowski, Paweł Skórski i Roman Wycech), niektórzy członkowie Zjednoczenia Patriotycznego Grunwald (np. Stanisław Skalski, Tadeusz Bednarczyk, Janusz Bryczkowski), a także osoby z innych środowisk, jak Edmund Dygulski, Teresa Marmucka-Lalka, Antoni Chodorowski, Andrzej Supron czy Władysław Komar. W pierwszych latach działalności formacja była silnie związana ze środowiskami nacjonalistycznymi (m.in. Leszkiem Bublem). 9 kwietnia 1992 grupa działaczy zorganizowała okupację ministerstwa rolnictwa, domagając się umorzenia pożyczek.
W 1993 podjęła współpracę z kierowaną przez Leszka Bubla Polską Partią Przyjaciół Piwa. Wśród doradców partii znaleźli się wówczas także m.in. Edward Kowalczyk, Antoni Heda, Ludwik Maciąg oraz Edward Kurowski. W tym samym roku pierwszym posłem należącym do partii był Andrzej Rychlik (wybrany z listy KPN, później niezrzeszony).
W 1993 partia współtworzyła wraz z ZP „Grunwald”, Komitetem Obrony Bezrobotnych, Stowarzyszeniem „Trzecia Droga”, Federacją Związków Zawodowych Górników, Związkiem Zawodowym Pracowników Miedzi, Unią Wolnych Związków Zawodowych oraz Stronnictwem Narodowym „Ojczyzna” Komitet Samoobrony Narodu, który rozpadł się po kilku miesiącach. W kolejnych latach ugrupowanie podjęło współpracę także m.in. z Solidarnością 80 Mariana Jurczyka i Stronnictwem Narodowym. Zaś działający przy partii związek zawodowy zorganizował demonstracje i protesty, z których najgłośniejszą była nieudana próba wejścia do budynku Sejmu 2 kwietnia 1993. W czerwcu Samoobrona powołała 50 komitetów mających stanowić bazę do udziału w przyszłych wyborach. Na listach partii znaleźli się przedstawiciele różnych grup społecznych m.in. bezrobotnych inżynierów i rolników, zaś sama kampania była finansowana ze składek zwolenników ruchu oraz darowizn. Główne hasło kampanii wyborczej brzmiało „Może, a więc musi być lepiej”.
W wyborach parlamentarnych 19 września 1993 lista pod nazwą „Samoobrona – Leppera” (komitet wyborczy zarejestrowany w 44 na 52 okręgi wyborcze) uzyskała 383 967 głosów, tj. 2,78% poparcia i nie weszła do Sejmu. Z jej listy kandydowali jako przedstawiciele Polskiej Partii Przyjaciół Piwa (m.in. Jerzy Kulej, Ireneusz Paliński, Władysław Komar, Andrzej Supron i Kazimierz Górski). Do Sejmu startowali także m.in. Stanisław Skalski, Janusz Bryczkowski, Genowefa Wiśniowska, Zofia Grabczan, Alicja Lis, Tadeusz Dębicki, Andrzej Rychlik i Józef Pawelec. O mandaty w Senacie z ramienia Samoobrony ubiegali się m.in. Czesław Kuriata, Halina Janaszek-Ivaničková i Edward Kurowski. Po wyborach w partii dokonano rozliczeń i usunięto z niej m.in. Janusza Bryczkowskiego i Bohdana Porębę.
Mimo wyborczej porażki w 1994 partia nasiliła protesty, które zyskiwały coraz bardziej głośny charakter. W lipcu tego samego roku sekcja antyegzekucyjna związku zawodowego dokonała napaści na zarządcę komisarycznego w Kobylnicy. Rozpoczęto również budowę struktur terenowych, ugrupowanie uczestniczyło także w powołaniu, razem z Głównym Komitetem Pamięci Ofiar Stalinizmu w Polsce oraz Powszechną Partią Słowian i Narodów Sprzymierzonych, Frontu Narodowo-Patriotycznego im. 11 listopada. W tym samym roku doszło do pierwszego rozłamu. Z szeregów Samoobrony został usunięty Janusz Bryczkowski. W lipcu 1994 przewodniczący Samoobrony Andrzej Lepper został aresztowany na dwa miesiące za napaść na zarządcę komisarycznego gospodarstwa ogrodniczego w Kobylnicy. Podczas nieobecności Andrzeja Leppera Janusz Bryczkowski zwołał nadzwyczajny kongres Samoobrony mający na celu odebranie przywództwa w partii Andrzejowi Lepperowi. Próba przejęcia władzy nie powiodła się z powodu braku kworum i lojalności części działaczy wobec Andrzeja Leppera.
5 listopada 1995 przewodniczący Andrzej Lepper startował w wyborach prezydenckich. Swoją kampanię oparł na krytyce przemian ustrojowych, zwłaszcza politykę prywatyzacyjną rządów. Zdobył 235 797 głosów, tj. 1,32% poparcia (zajął 9. miejsce na 13 kandydatów). Porażka w wyborach prezydenckich spowodowała osłabienie aktywności partii. Ponowny wzrost aktywności partii miał miejsce na początku 1997 roku. Partia wraz ze związkiem zawodowym Wolnym Związkiem Zawodowym „Sierpień 80” – Konfederacja udzieliła wówczas wsparcia rolnikom, przez których gospodarstwa miał przebiegać Gazociąg Jamalski. W kolejnych wyborach parlamentarnych przeprowadzonych 21 września 1997 Przymierze Samoobrona (zarejestrowane w 16 na 52 okręgi wyborcze) uzyskało zaledwie 10 073 głosy, tj. 0,08% poparcia i partia ponownie nie uzyskała mandatów w parlamencie.
Działania te ponownie nasiliły się w okresie rządów koalicji AWS-UW (w latach 1997–2000), a następnie samej AWS (w okresie 2000–2001). Partia organizowała wówczas wiele blokad dróg. Rozszerzenie i radykalizacja akcji protestacyjnych spowodowały wzrost liczby wystąpień lidera w środkach masowego przekazu i wzrost poparcia dla partii do poziomu 5%.
W wyborach samorządowych 11 października 1998 działacze Przymierza Samoobrona (m.in. Andrzej Lepper – z sukcesem do sejmiku zachodniopomorskiego, Jan Łączny, Bernard Ptak, Tadeusz Dębicki) startowali z list Przymierza Społecznego, czyli centrowo-lewicowej koalicji PSL-UP-KPEiR.
5 maja 1999 miał miejsce II kongres partii, na którym delegaci ponownie wybrali jednogłośnie Andrzeja Leppera na przewodniczącego. Wśród zaproszonych na kongres znaleźli się przedstawiciele rządu i Kancelarii Prezydenta. Przed wyborami prezydenckimi Samooborna podjęła negocjacje z PSL na temat wspólnego kandydata na prezydenta. Porozumienia nie zdołano osiągnąć. W tym samym czasie Andrzej Lepper podjął próbę stworzenia Bloku Ludowo-Narodowego oraz podjął rozmowy z Tadeuszem Wileckim. Rada Krajowa partii zdecydowała jednak, że kandydatem na prezydenta ponownie będzie przewodniczący partii. Podczas kampanii wyborczej nałożono na przewodniczącego partii areszt za niestawianie się na rozprawy i pomówienia władz państwowych.
Drugi start Andrzeja Leppera w wyborach prezydenckich 8 października 2000 skończył się zdobyciem 537 570 głosów, tj. 3,05% poparcia (dało mu to 5. miejsce na 12 kandydatów). Również sondaże przeprowadzone na przełomie 2000 i 2001 roku nie dawały partii szans na przekroczenie progu wyborczego. Kampanię wyborczą przed wyborami w 2001 przygotowano z udziałem specjalistów od marketingu politycznego, hymn partii został nagrany w konwencji disco polo, korzystna zmiana wizerunku lidera przyczyniły się zaowocowały jej wejściem do parlamentu w 2001.
Tuż przed tym w partii (jak i związku) doszło do wymiany przez Andrzeja Leppera jego współpracowników. Z partii odeszli lub zostali wykluczeni wówczas m.in. Janusz Malewicz, Leszek Zwierz (utworzyli oni następnie Związek Zawodowy Rolników „Ojczyzna”), Piotr Trznadel i Ireneusz Martyniuk. Ich miejsce we władzach Samoobrony RP zajęli m.in. Janusz Maksymiuk, Krzysztof Filipek, Stanisław Łyżwiński i Tadeusz Dębicki.
Pod koniec lat 90. ugrupowanie było postrzegane jako organizacja wspierająca Sojusz Lewicy Demokratycznej, czego wyrazem była m.in. wielokrotna obecność Andrzeja Leppera na manifestacjach pierwszomajowych u boku liderów SLD. Partia podjęła w tamtym okresie również współpracę z innymi środowiskami lewicowymi (głównie z Polską Partią Socjalistyczną Piotra Ikonowicza). W 2000 nastąpiła zmiana nazwy ugrupowania z „Przymierze Samoobrona” na „Samoobrona Rzeczpospolitej Polskiej”.

### 2001–2005
Pierwszymi wyborami, w których ugrupowanie przekroczyło próg wyborczy, były wybory do Sejmu i Senatu w 2001. Samoobrona RP uzyskała w nich 1 327 624 głosy, tj. 10,20% poparcia i jako trzecie co do wielkości ugrupowanie (53 posłów) weszła do Sejmu. Partia zdobyła również 2 mandaty senatorskie. Z jej listy kandydowali także przedstawiciele Forum Emerytów i Rencistów (m.in. Włodzimierz Czechowski).
W Sejmie RP IV kadencji (2001–2005) Samoobrona RP wielokrotnie wspierała SLD w głosowaniach sejmowych. Równocześnie jednak współpracowała z radykalnie opozycyjną Ligą Polskich Rodzin, np. składając w styczniu 2002 wspólny projekt uchwały Sejmu w sprawie ścigania przebywających za granicą funkcjonariuszy Urzędu Bezpieczeństwa, Informacji Wojskowej, stalinowskiego sądownictwa i prokuratury za zbrodnie popełnione w latach 1944–1956, w uzasadnieniu którego wyrażono postulat pociągnięcia do odpowiedzialności m.in. Heleny Wolińskiej, Stefana Michnika i Salomona Morela. W wyborach samorządowych 27 października 2002 Samoobrona RP uzyskała 1 784 610 głosów, tj. 15,98% poparcia i 101 mandatów w sejmikach województw. Ponadto 15 kandydatów Samoobrony RP w wyborach bezpośrednich wybrano na wójtów, 4 zaś na burmistrzów, a po wyborach samorządowych w większości sejmików wojewódzkich weszła w skład koalicji rządzących województwami SLD-PSL-Samoobrona RP.
Jesienią 2003 Samoobrona RP notowała poparcie przekraczające 10%. Znacząco poróżniła się z rządem Leszka Millera (który poparła w 2001 w głosowaniu nad wotum zaufania), ostro krytykując wynegocjowane przez niego warunki wejścia do Unii Europejskiej (krytyka tych warunków były uzasadnieniem dla stanowiska Samoobrony RP wzywającego do głosowania przeciwko wejściu do UE w ogólnokrajowym referendum) oraz decyzję o wysłaniu polskich wojsk do Afganistanu i Iraku. Wiosną tego samego roku Samoobrona RP podjęła decyzję o zakończeniu współpracy z SLD w samorządach wojewódzkich.
Kolejnym działaniem Samoobrony RP odcinającym się od SLD było poparcie w 2004 sprawozdania komisji śledczej w sprawie afery Rywina autorstwa posła Zbigniewa Ziobry (Prawo i Sprawiedliwość), które zakładało istnienie „grupy trzymającej władzę”. Odtąd stanowisko PiS odnośnie do możliwości współpracy z Samoobroną RP zaczęło ewoluować (dotąd władze PiS zabraniały swym członkom jakiejkolwiek współpracy z członkami Samoobrony RP). Równocześnie Samoobrona RP wciąż podejmowała wspólne działania z Ligą Polskich Rodzin, ponadto także z Polskim Stronnictwem Ludowym (w okresie, gdy kierował nim Janusz Wojciechowski).
W trakcie IV kadencji Sejmu z klubu Samoobrony RP licznie odchodzili lub wykluczani byli posłowie. W 2005 (na koniec kadencji) z 53 wybranych z ramienia Samoobrony RP posłów w klubie pozostało 31 (poza klubem znajdowało się jednak także troje nowo pozyskanych członków partii). W skład 31-osobowego klubu wchodziło również 2 byłych posłów SLD. W okresie tym w Samoobronie RP ukształtowało się kilka grup politycznych, zarówno o korzeniach lewicy postkomunistycznej (m.in. Bogdan Socha, Sandra Lewandowska, Aldona Michalak), lewicy postsolidarnościowej (Wojciech Kwiatkowski), jak i prawicowych (Ryszard Czarnecki, Marek Czarnecki, Bogusław Warchulski, Leszek Sułek, Andrzej Ruciński). Ponowną współpracę z partią podjęła wówczas także grupa polityków i ludzi kultury o poglądach nacjonalistycznych (m.in. Bohdan Poręba, Lusia Ogińska, Ryszard Filipski).
W okresie 2004–2005 Samoobrona RP nawiązała współpracę z licznymi organizacjami zrzeszającymi przedsiębiorców (m.in. Polską Izbą Handlu czy Kongregacją Przemysłowo-Handlową) oraz z instytucjami ekonomicznymi. W wyniku tej współpracy partia radykalnie zmieniła swój program, przechodząc na pozycje socjalliberalne. Przed wyborami do Parlamentu Europejskiego przewodniczący Andrzej Lepper, w celu zdyscyplinowania przyszłych parlamentarzystów, zawarł z nimi w imieniu Związku Zawodowego „Samoobrona” umowę o odpłatnym używaniu w trakcie kampanii wyborczej loga tego związku. W sierpniu 2007 prokuratura apelacyjna w Poznaniu uznała, że proceder był zgodny z prawem, jednak 9 lipca 2008 Sąd Okręgowy w Warszawie orzekł, że „umowy zobowiązujące kandydatów na posłów Samoobrony do podpisywania weksli jako zabezpieczenia przed ich wystąpieniem z partii są nieważne z mocy prawa”.
W wyborach do Parlamentu Europejskiego 13 czerwca 2004 na Samoobronę RP głosowało 656 782 wyborców, czyli 10,78% elektoratu. Pozwoliło to na zajęcie 4. miejsca i wprowadzenie do PE 6 przedstawicieli. Początkowo byli posłami niezrzeszonymi, następnie większość z nich weszła w skład Unii na rzecz Europy Narodów bądź Partii Europejskich Socjalistów. Pod koniec kadencji Samoobronę RP w PE reprezentowało tylko dwóch przedstawicieli wybranych z jej list. Należeli oni do grupy UEN.
W trakcie kampanii przed wyborami w 2005 Samoobrona RP współpracowała z szeregiem osób świata kultury i sportu, którzy uczestniczyli w działaniach promujących jej kandydatów. Byli to m.in. strongman Mariusz Pudzianowski oraz muzycy z zespołów Trubadurzy, Ich Troje oraz Ivan i Delfin, a także Waldemar Kocoń. W wyniku zaangażowania Trubadurów w kampanię Samoobrony RP, z grupy odszedł Ryszard Poznakowski, a w zespole Ivan i Delfin doszło do konfliktu pomiędzy jego członkami.
W wyborach parlamentarnych w 2005 Samoobrona RP uzyskała 1 347 355 głosów, tj. 11,41% poparcia i ponownie stała się w Sejmie ugrupowaniem trzeciej wielkości (56 posłów). Zdobyła również 3 mandaty senatorskie.
Z kolei w wyborach prezydenckich Andrzej Lepper zajął trzecie miejsce (spośród 12 kandydatów) z wynikiem 2 259 094 głosów, tj. 15,11% poparcia. W efekcie zbliżenia stanowisk z PiS Samoobrona RP poparła kandydaturę Lecha Kaczyńskiego w II turze wyborów prezydenckich, która odbyła się 23 października 2005, a następnie jej klub parlamentarny poparł kandydata PiS Marka Jurka na marszałka Sejmu. Równocześnie dzięki m.in. głosom PiS Andrzej Lepper został wybrany na wicemarszałka Sejmu. Klub Samoobrony RP głosował także za udzieleniem wotum zaufania rządowi Kazimierza Marcinkiewicza.

### 2006–2007 (udział w rządzie)
2 lutego 2006 Samoobrona RP podpisała wraz z PiS i LPR pakt stabilizacyjny. 5 maja tego samego roku weszła do rządu, tworząc koalicję z tymi partiami i obejmując kierownictwo resortów: rolnictwa i rozwoju wsi (Andrzej Lepper), budownictwa (Antoni Jaszczak, następnie Andrzej Aumiller) oraz pracy i polityki społecznej (Anna Kalata). Spośród osób rekomendowanych przez Samoobronę RP stanowiska rządowe objęli również m.in. Sebastian Filipek-Kaźmierczak, Romuald Poliński, Elżbieta Janiszewska-Kuropatwa, Maciej Jabłoński, Sławomir Urbaniak, Mirosław Mielniczuk i Marek Zagórski. Istotny wpływ na powstanie tej koalicji miała część przedstawicieli Kościoła, w tym dyrektor Radia Maryja o. Tadeusz Rydzyk.
22 września 2006 po sporach wewnętrznych (budżet i wojska polskie w Afganistanie), a także po rzekomych próbach nawiązania współpracy z Platformą Obywatelską, Andrzej Lepper został odwołany z rządu i koalicja rozpadła się. Ośmiu posłów wystąpiło wówczas z Samoobrony RP i weszło w skład nowego Klubu Parlamentarnego Ruch Ludowo-Narodowy, który próbował wypełnić lukę w koalicji rządzącej po Samoobronie RP (klub ten istniał do grudnia tego samego roku, potem na jego miejsce powstały dwa koła, posłowie jednego z nich powołali partię RLN). W kulisach tego toczyła się tzw. afera taśmowa. Jeszcze przed powrotem do rządu 3 października 2006 władze Samoobrony RP ogłosiły, że odstępują od egzekwowania weksli. Jednak ostatecznie Andrzej Lepper i Samoobrona RP powrócili do rządu 16 października 2006.
W wyborach samorządowych 12 listopada 2006 Samoobrona RP uzyskała 670 745 głosów, tj. 5,55% poparcia i 37 mandatów w sejmikach województw. Ponadto 22 kandydatów Samoobrony RP w wyborach bezpośrednich wybrano na wójtów, a 3 na burmistrzów (w Izbicy Kujawskiej, Łasinie i Piotrkowie Kujawskim).
4 grudnia 2006 „Gazeta Wyborcza” opublikowała artykuł Praca za seks w Samoobronie, w którym była działaczka partii Aneta Krawczyk oskarżyła o molestowanie seksualne Andrzeja Leppera i Stanisława Łyżwińskiego. Był to początek głośnej „seksafery”, w wyniku której z partii został wykluczony m.in. Stanisław Łyżwiński, a zarzuty karne usłyszał także przewodniczący Andrzej Lepper.
9 lipca 2007 Andrzej Lepper został odwołany ze stanowiska wicepremiera i ministra rolnictwa i rozwoju wsi z powodu podejrzeń o udział w tzw. aferze gruntowej i zatrzymaniem pod zarzutem płatnej protekcji przez CBA jego współpracownika Piotra Ryby. Prezydium partii nocą podjęło decyzję o wyjściu Samoobrony RP z koalicji, jednak 10 lipca 2007 Klub Parlamentarny Samoobrony RP zgodził się zostać warunkowo w koalicji do 13 lipca – partia zażądała wywiązania się PiS z umowy koalicyjnej i przedstawienia dowodów Andrzeja Leppera na udział w aferze korupcyjnej. Sam Andrzej Lepper zapewnił, że do rządu nie wróci. 13 lipca 2007 prezydium Samoobrony RP po raz kolejny zdecydowało o wyjściu z koalicji. Przewodniczący Andrzej Lepper po rozmowie z przewodniczącym LPR Romanem Giertychem zdecydował jednak o pozostaniu partii w koalicji i powstaniu nowej partii – połączenia LPR i Samoobrony RP w partię Liga i Samoobrona (LiS). 30 lipca 2007 Samoobrona RP i LPR na spotkaniu z klubem parlamentarnym PiS zażądała spełnienia 3 warunków dla trwania koalicji, na które PiS odpowiedział negatywnie. Wbrew LiS na ministra rolnictwa 31 lipca 2007 został powołany poseł PiS i były działacz Samoobrony RP Wojciech Mojzesowicz.
5 sierpnia 2007 Rada Krajowa Samoobrony RP podjęła uchwałę, w której stwierdzono, że koalicja została zerwana przez PiS i premiera Jarosława Kaczyńskiego oraz że partie nie wiąże już w związku z tym umowa koalicyjna. Rada Krajowa zobowiązała swoich ministrów: budownictwa Andrzeja Aumilera i pracy Annę Kalatę do oddania się do dyspozycji premiera.
13 sierpnia 2007 prezydent Lech Kaczyński na wniosek premiera Jarosława Kaczyńskiego zdymisjonował Annę Kalatę i Andrzeja Aumillera, czym ostatecznie zakończył się udział Samoobrony RP w koalicji rządowej.

### 2007–2012 (opozycja pozaparlamentarna)
W przedterminowych wyborach parlamentarnych w 2007 Samoobrona RP wstawiła na swoje listy zarówno byłych posłów Sojuszu Lewicy Demokratycznej (m.in.: Piotra Ikonowicza z Nowej Lewicy w okręgu Warszawa I), byłego przewodniczącego SLD Leszka Millera w Łodzi oraz członków SLD – Janusza Bargieła i Krzysztofa Augustowskiego w okręgach Chrzanów i Kraków, jak i przedstawicieli prawicy (z Narodowego Kongresu Polskiego – w Rzeszowie Zygmunta Wrzodaka i 10 innych działaczy oraz w Krośnie, w tym Mariana Daszyka, a także z Ruchu Ludowo-Narodowego – w Pile Józefa Pilarza). Komitet uzyskał 1,53% głosów, zajmując 5. miejsce i nie zdobywając miejsc w parlamencie.
Tuż po klęsce wyborczej w 2007 z Samoobrony RP odeszła większość członków władz centralnych partii oraz przewodniczący 7 rad wojewódzkich (część z nich utworzyła Partię Regionów), co spowodowało gruntowne zmiany personalne w partii (zarówno w prezydium, radzie krajowej, jak i władzach regionalnych). Nie dotknęły one jedynie funkcji przewodniczącego Samoobrony RP.

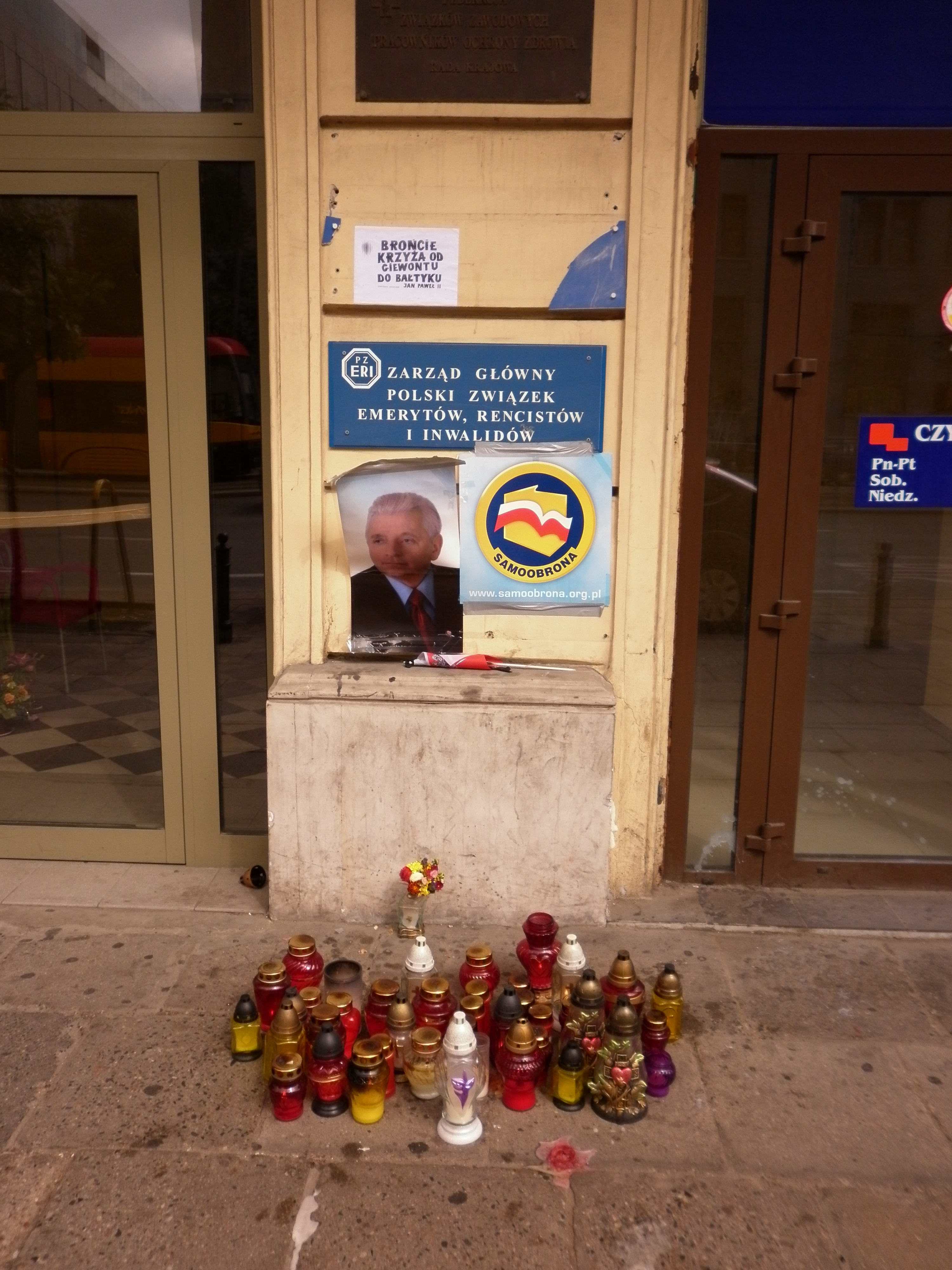
Siedziba Samoobrony po śmierci Andrzeja Leppera

W okresie następnym z partii odeszli kolejni czołowi politycy, m.in. Renata Beger, Mateusz Piskorski, Sebastian Filipek-Kaźmierczak i Andrzej Aumiller.
Potwierdzeniem trwałej utraty elektoratu były kolejne porażki wyborcze. 22 czerwca 2008 Samoobrona RP wzięła udział w wyborach uzupełniających do Senatu w związku ze śmiercią senatora PiS Andrzeja Mazurkiewicza. Jej kandydatem był Andrzej Lepper. Uzyskał on 3435 głosów, zajmując 4. miejsce spośród 12 kandydatów. W następnym roku w wyborach do Parlamentu Europejskiego 7 czerwca 2009 Samoobrona RP uzyskała 107 185 głosów, czyli 1,46%. Partia nie osiągnęła progu wyborczego, zajmując 7. miejsce. Najwięcej głosów otrzymali Andrzej Aumiller, Agnieszka Szlęk, Wiesław Kuc, Józef Jędruch i Krzysztof Sikora.
W marcu 2010 Andrzej Lepper ogłosił chęć startu w wyborach prezydenckich w tym samym roku. Państwowa Komisja Wyborcza początkowo odmówiła kandydatowi rejestracji z powodu braku biernych praw wyborczych. Ta decyzja została uchylona przez PKW 11 maja 2010 i tym samym Andrzej Lepper został zarejestrowany jako kandydat. W wyborach uzyskał 214 657 głosów (1,28% poparcia) i zajął 7. miejsce spośród 10 kandydatów.
Jesienią tego samego roku w wyborach samorządowych 21 listopada formalnie Samoobrona RP nie wystawiła swoich list wyborczych, a jej działacze znaleźli się na listach partii Nasz Dom Polska – Samoobrona Andrzeja Leppera. Ugrupowanie to zdobyło w wyborach do sejmików wojewódzkich 1,05% głosów i wobec nieprzekroczenia progu wyborczego w żadnym z województw, nie uzyskało mandatów. Najwyższe poparcie Samoobrona osiągnęła w województwach: podlaskim (2,37%) i warmińsko-mazurskim (2,33%). Nasz Dom Polska – Samoobrona Andrzeja Leppera uzyskał w skali kraju 1 mandat w radach powiatów i 40 mandatów w radach gmin. 1 kandydat partii został wybrany na stanowisko wójta.
5 sierpnia 2011 zmarł nagle lider obu partii Andrzej Lepper. Po jego śmierci obowiązki szefa Samoobrony RP przejął Jerzy Piasecki.
W wyborach parlamentarnych z 9 października 2011 działacze Samoobrony RP znaleźli się na listach partii Samoobrona (startującej pod poprzednią nazwą ugrupowania Nasz Dom Polska – Samoobrona Andrzeja Leppera) i Polskiej Partii Pracy – Sierpień 80. Jeden członek Samoobrony RP znalazł się również na liście Sojuszu Lewicy Demokratycznej. Żaden z kandydatów nie uzyskał mandatu w parlamencie.
Na kongresie 4 marca 2012 doszło do połączenia Samoobrony RP z partią Samoobrona (którą w styczniu 2010, jako Nasz Dom Polska – Samoobrona Andrzeja Leppera, utworzyła część działaczy Samoobrony RP z Andrzejem Lepperem na czele), w wyniku czego całe środowisko skupiło się wówczas w jednej partii Samoobrona, której przewodniczącym został Andrzej Prochoń (kilka miesięcy później zastąpił go Lech Kuropatwiński, zmarły w 2022).

### Od 2021 (po reaktywacji)
17 listopada 2021 wniosek o ponowną rejestrację Samoobrony Rzeczpospolitej Polskiej (istniejącej równolegle do Samoobrony kierowanej wówczas przez Lecha Kuropatwińskiego) złożyli Krzysztof Prokopczyk (były członek prezydium Samoobrony, potem działacz partii Piast-JMEN), który został przewodniczącym partii, były poseł Zdzisław Jankowski (ostatnio działający w Związku Słowiańskim i AZER) oraz Ilona Stradomska. Sąd wpisał partię do ewidencji 28 września 2022. 27 listopada tego samego roku w Czosnowie odbył się jej pierwszy konwent, na którym poproszono o współpracę „wszystkie stowarzyszenia, ugrupowania oraz partie pozasystemowe”. W tym samym miejscu 23 kwietnia 2023 odbył się pierwszy konwent programowy.
W wyborach parlamentarnych w 2023 partia powołała własny komitet wyborczy (z którego list mieli startować także działacze Samoobrony kierowanej już wówczas przez Jana Perkowskiego, z którą jednak zerwano współpracę), nie wystawiając z jego ramienia żadnych kandydatów. Zdzisław Jankowski wystartował jednak do Senatu z ramienia Normalnego Kraju (zajmując ostatnie, 7. miejsce w okręgu). Partia nie udzieliła poparcia żadnemu z ugrupowań, jednak zaapelowała o udział w referendum.
W wyborach samorządowych w 2024 Samoobrona RP wystawiła listy w dwóch okręgach do sejmiku mazowieckiego, zdobywając w głosowaniu do niego 0,26% głosów (dało to przedostatnie, 11. miejsce). W wyborach do Parlamentu Europejskiego w tym samym roku partia pomimo powołania komitetu nie wystartowała. W wyborach prezydenckich w 2025 przewodniczący ugrupowania Krzysztof Prokopczyk został pełnomocnikiem komitetu prezesa Piast-JMENiŚ (dawniej Piast-JMEN) Eugeniusza Maciejewskiego, który nie zebrał potrzebnej do startu liczby podpisów. Partia udzieliła poparcia Karolowi Nawrockiemu (rekomendowanemu przez Prawo i Sprawiedliwość).

## Program polityczny
Samoobrona RP nie posiadała jednolitego programu politycznego. Założenia programowe koncentrowały się wokół spraw ważkich dla jej elektoratu. Partia krytykowała liberalną politykę ekonomiczną, z którą utożsamiała politykę prowadzoną przez Leszka Balcerowicza. Opowiadała się również za zmianami w prawie bankowym i ustawie o Narodowym Banku Polskim. Partia domagała się poddania prezesa NBP kontroli politycznej.
Samoobrona postulowała za wzmożone działania wymiaru sprawiedliwości przeciwko osobom zamieszanym w afery gospodarcze związane z prywatyzacją oraz konfiskatą ich mienia pochodzącego z przestępstwa. Opowiadała się również za przywróceniem kary śmierci.

### Zagadnienia ustrojowe
W 2004 Samoobrona RP przedstawiła swój projekt zmiany Konstytucji RP. Zakładał on m.in. wprowadzenie silnego systemu prezydenckiego, w którym głowa państwa sprawuje bezpośrednią kontrolę nad rządem i ma prawo wydawać dekrety z mocą ustaw, likwidację Senatu i wprowadzenie większościowej ordynacji wyborczej i Krajowej Rady Radiofonii i Telewizji, a także zniesienie powiatów oraz podporządkowanie Narodowego Banku Polskiego Sejmowi. Partia postulowała także wprowadzenie jednomandatowych okręgów wyborczych w wyborach parlamentarnych oraz całkowite zniesienie immunitetu parlamentarzystów.

### Program gospodarczy
Początkowo program partii Przymierze Samoobrona opierał się głównie na hasłach ekonomicznych. Postulowała ona pomoc państwa dla zadłużonych rolników, którzy po 1989 wpadli w „pułapkę kredytową”. Sprzeciwiała się zaś prywatyzacji w wersji przedstawianej przez kolejne rządy na początku lat 90. Była za przeprowadzeniem reprywatyzacji, która dotyczyć miała jedynie obywateli polskich.
Zgodnie z programem Samoobrony RP wydanym w 1999, a częściowo zmienionym w 2003, partia postulowała współdziałanie różnych form własności, z zachowaniem w rękach państwa strategicznych sektorów gospodarki. Chciała systemu kredytów dla początkujących przedsiębiorców, zwiększenia ulg podatkowych i zmniejszenia biurokracji. Ugrupowanie popierało większe wsparcie rolnictwa, a zwłaszcza rodzinnych gospodarstw rolnych, które według partii powinny być podstawą polskiego rolnictwa, a także wspieranie spółdzielni rolniczych, promowanie odnawialnych źródeł energii i renegocjację traktatu akcesyjnego z Unią Europejską w zakresie limitów produkcji rolnej, oraz wprowadzenia zakazu sprzedaży ziemi uprawnej obcokrajowcom Samoobrona RP chciała stałej waloryzacji rent i emerytur o wskaźnik inflacji, wydłużenia urlopu macierzyńskiego oraz zwolnienia z podatku zarabiających poniżej 8800 zł rocznie. Pieniądze na te cele według partii należałoby uzyskać poprzez uszczelnienie systemu podatkowego przez wprowadzenie w życie podatku obrotowego (zabronionego w Unii Europejskiej) powiązanego ze znaczną redukcją VAT i obniżeniem podatku CIT do 10% dla przedsiębiorstw produkcyjnych i usługowych, likwidację części niepotrzebnych agencji, fundacji i funduszy, finansowanych z budżetu państwa i wprowadzenie budżetu zadaniowego.
Według Samoobrony RP głównymi sektorami polskiej gospodarki powinny być rolnictwo, budownictwo oraz małe i średnie przedsiębiorstwa. Ostro krytykowała wynegocjowane przez rząd Leszka Millera warunki wejścia Polski do Unii Europejskiej. Opowiadała się za progresywnymi stawkami podatku dochodowego od osób fizycznych.
W grudniu 2005 Samoobrona RP wydała deklaracją programową Trzecia Droga Samoobrony RP, która mocno zmieniała stanowisko partii w kwestiach społeczno-ekonomicznych. W myśl deklaracji partia opowiadała się odtąd za ideą trzeciej drogi, która chce łączyć elementy państwa opiekuńczego z wolnorynkowym podejściem do gospodarki. W dokumencie tym partia szczególny nacisk kładła na potrzebę jak największej wolności w prowadzeniu działalności gospodarczej, a winą za wiele problemów polskiej gospodarki obarczała przerośniętą biurokrację. Równocześnie Samoobrona RP podtrzymywała w złagodzonej formie część swoich postulatów socjalnych. Wyznacznikami jej poglądów gospodarczych miały być zaś m.in. dzieła ekonomiczne noblistów Douglassa Northa oraz Josepha Stiglitza, a także encykliki Jana Pawła II. W dokumencie tym Samoobrona RP określiła się jako ugrupowanie socjalliberalne.
W deklaracji zapisano m.in.: Socjalliberalny model państwa, w myśl koncepcji „Trzeciej Drogi”, dopuszcza tyle liberalizmu w gospodarce, ile jest to możliwe dla osiągnięcia dynamicznego i zrównoważonego rozwoju gospodarki.

### Polityka zagraniczna
Samoobrona RP od początku była przeciwko obecności polskich wojsk zarówno w Afganistanie, jak i Iraku, a także nie chciała obecności w Polsce amerykańskiej tarczy antyrakietowej. Partia proponowała politykę partnerskiej współpracy z Rosją, Ukrainą i Białorusią. Była za ścisłą współpracą Polski z sąsiadami w ramach Grupy Wyszehradzkiej, Trójkąta Weimarskiego, Inicjatywy Środkowoeuropejskiej i Rady Państw Morza Bałtyckiego.
W 2003 w okresie kampanii referendalnej w sprawie przystąpienia Polski do Unii Europejskiej Samoobrona prowadziła kampanię pod hasłem wybór należy do Ciebie. Jednocześnie krytykowała przystąpienie do Unii Europejskiej na wynegocjowanych warunkach.
Popierała także współpracę wewnątrz NATO oraz Unii Europejskiej (przy zachowaniu koncepcji Europy ojczyzn). Była sceptyczna wobec wprowadzenia euro w Polsce oraz była przeciwko przyjęciu traktatu lizbońskiego. Samoobrona RP chciała współpracy gospodarczej z Chinami, państwami arabskimi oraz krajami Azji Południowo-Wschodniej.

### Kwestie społeczne
Swoje poglądy w kwestiach obyczajowych Samoobrona RP opierała na katolickiej nauce społecznej i encyklikach Jana Pawła II. Partia sprzeciwiała się więc legalizacji eutanazji, aborcji i związków jednopłciowych. Popierała wprowadzenie armii zawodowej, utrzymanie bezpłatnej edukacji i służby zdrowia, upublicznienie wszystkich teczek peerelowskich służb specjalnych oraz legalizację marihuany (postulat z kampanii wyborczej w 2007).

## Struktura i działacze
W Samoobronie RP działali politycy wielu nurtów, zwłaszcza lewicowego, ludowego i narodowego. Z Samoobroną związało się wielu dawnych działaczy PZPR (m.in. Janusz Maksymiuk, Bogdan Socha, Renata Rochnowska, Leopold Rutowicz), ZSMP (m.in. Wiesław Kuc). Do Samoobrony przystąpiła także część byłych działaczy SLD (m.in. Sandra Lewandowska, Regina Wasilewska-Kita, Mirosław Krajewski) oraz PSL (m.in. Danuta Hojarska, Adam Ołdakowski, Mateusz Piskorski, Mieczysław Aszkiełowicz), ale także byłych polityków formacji prawicowych: ZChN (m.in. Ryszard Czarnecki, Bogusław Warchulski), RdR i ROP (m.in. Wojciech Romaniuk, Leszek Sułek), SKL (m.in. Marek Czarnecki), BBWR (m.in. Andrzej Ruciński), a także KPN (m.in. Józef Pawelec, Andrzej Rychlik, Tadeusz Gąsienica-Łuszczek).
Przewodniczący Samoobrony RP wybierany był przez Kongres. Od początku istnienia partii (10 stycznia 1992) do śmierci (5 sierpnia 2011) szefem ugrupowania był Andrzej Lepper. Po jego śmierci p.o. przewodniczącego ugrupowania był Jerzy Piasecki.
Młodzieżówka Samoobrony RP powstała w 2002 i przyjęła nazwę Ogólnopolska Młodzieżowa Organizacja Samoobrony Rzeczypospolitej Polskiej.

### Kierownictwo partii
Prezydium Rady Krajowej Samoobrony RP (ostatni skład przed rozwiązaniem w 2012):
- Jerzy Piasecki (p.o. przewodniczącego)
- Mateusz Piskorski
- Renata Rochnowska
- Krzysztof Sikora
- Bogdan Socha
- Jan Sochocki

### Posłowie na Sejm RP
| Posłowie na Sejm Rzeczypospolitej Polskiej I kadencji (1991–1993) | Posłowie na Sejm Rzeczypospolitej Polskiej I kadencji (1991–1993) | Posłowie na Sejm Rzeczypospolitej Polskiej I kadencji (1991–1993) | Posłowie na Sejm Rzeczypospolitej Polskiej I kadencji (1991–1993) |
| --- | --- | --- | --- |
| | | | |
| - Andrzej Rychlik | | | |
| Posłowie na Sejm Rzeczypospolitej Polskiej IV kadencji (2001–2005) | | | |
| | | | |
| - Mieczysław Aszkiełowicz - Andrzej Aumiller - Renata Beger - Ryszard Bonda - Waldemar Borczyk - Alfred Budner - Józef Cepil - Marian Curyło - Włodzimierz Czechowski - Stanisław Dulias - Zbigniew Dziewulski - Michał Figlus - Krzysztof Filipek - Franciszek Franczak - Stanisław Głębocki - Józef Głowa | - Andrzej Grzesik - Danuta Hojarska - Zdzisław Jankowski - Wacław Klukowski - Bożena Kozłowska - Piotr Kozłowski - Mirosław Krajewski - Lech Kuropatwiński - Dorota Kwaśniewska - Marian Kwiatkowski - Józef Laskowski - Andrzej Lepper - Alicja Lis - Jan Łączny - Wanda Łyżwińska - Stanisław Łyżwiński | - Aldona Michalak - Jerzy Michalski - Wojciech Mojzesowicz - Jerzy Müller - Zbigniew Nowak - Adam Ołdakowski - Henryk Ostrowski - Jerzy Pękała - Renata Rochnowska - Krzysztof Rutkowski - Józef Skutecki - Piotr Smolana - Józef Stasiewski - Leszek Kazimierz Sułek - Tadeusz Szukała - Józef Tomala | - Grzegorz Tuderek - Zenon Tyma - Tadeusz Urban - Marian Widz - Maria Wiśniowiecka - Genowefa Wiśniowska - Zbigniew Witaszek - Tadeusz Wojtkowiak - Kazimierz Wójcik - Maria Zbyrowska - Jacek Zdrojewski - Lech Zielonka - Józef Żywiec                                |
| Posłowie na Sejm Rzeczypospolitej Polskiej V kadencji (2005–2007) | | | |
| | | | |
| - Mieczysław Aszkiełowicz - Jan Bednarek - Renata Beger - Jan Bestry - Bolesław Borysiuk - Alfred Budner - Józef Cepil - Hubert Costa - Tadeusz Dębicki - Krzysztof Filipek - Zofia Grabczan - Andrzej Grzesik - Alina Gut - Danuta Hojarska                                                                | - Edward Kiedos - Grzegorz Kołacz - Mirosław Krajewski - Lech Kuropatwiński - Andrzej Lepper - Sandra Lewandowska - Czesław Litwin - Jan Łączny - Wanda Łyżwińska - Stanisław Łyżwiński - Janusz Maksymiuk - Piotr Misztal - Henryk Młynarczyk - Halina Molka                                             | - Rajmund Moric - Waldemar Nowakowski - Małgorzata Olejnik - Adam Ołdakowski - Marzena Paduch - Józef Pilarz - Mateusz Piskorski - Bernard Ptak - Renata Rochnowska - Wojciech Romaniuk - Andrzej Ruciński - Krzysztof Sikora - Grzegorz Skwierczyński - Waldemar Starosta                             | - Józef Stępkowski - Leszek Sułek - Lech Szymańczyk - Grażyna Tyszko - Regina Wasilewska-Kita - Zenon Wiśniewski - Elżbieta Wiśniowska - Genowefa Wiśniowska - Marek Wojtera - Lech Woszczerowicz - Janusz Wójcik - Jerzy Zawisza - Maria Zbyrowska - Jerzy Żyszkiewicz |

### Senatorowie RP
| Senatorowie V kadencji Senatu Rzeczypospolitej Polskiej (2001–2005)  | Senatorowie V kadencji Senatu Rzeczypospolitej Polskiej (2001–2005) | Senatorowie V kadencji Senatu Rzeczypospolitej Polskiej (2001–2005) | Senatorowie V kadencji Senatu Rzeczypospolitej Polskiej (2001–2005) |
| -------------------------------------------------------------------- | ------------------------------------------------------------------- | ------------------------------------------------------------------- | ------------------------------------------------------------------- |
|                                                                      |                                                                     |                                                                     |                                                                     |
| - Andrzej Anulewicz                                                  | - Sławomir Izdebski                                                 | - Henryk Dzido                                                      |                                                                     |
| Senatorowie VI kadencji Senatu Rzeczypospolitej Polskiej (2005–2007) |                                                                     |                                                                     |                                                                     |
|                                                                      |                                                                     |                                                                     |                                                                     |
| - Mirosław Adamczak                                                  | - Margareta Budner                                                  | - Bogdan Lisiecki                                                   |                                                                     |

### Deputowani do Parlamentu Europejskiego
| Eurodeputowani V kadencji (2004)       | Eurodeputowani V kadencji (2004)            | Eurodeputowani V kadencji (2004) | Eurodeputowani V kadencji (2004) |
| -------------------------------------- | ------------------------------------------- | -------------------------------- | -------------------------------- |
|                                        |                                             |                                  |                                  |
| - Krzysztof Filipek - Andrzej Lepper   | - Stanisław Łyżwiński - Genowefa Wiśniowska |                                  |                                  |
| Eurodeputowani VI kadencji (2004–2009) |                                             |                                  |                                  |
|                                        |                                             |                                  |                                  |
| - Marek Czarnecki - Ryszard Czarnecki  | - Bogdan Golik - Wiesław Kuc                | - Jan Masiel - Leopold Rutowicz  |                                  |

Eurodeputowani Samoobrony RP podczas V kadencji i początkowo podczas VI kadencji nie byli zrzeszeni w żadnej frakcji. 1 grudnia 2004 Bogdan Golik i Wiesław Kuc przystąpili do grupy Partii Europejskich Socjalistów, natomiast pozostali deputowani partii 15 listopada 2006 zostali członkami Unii na rzecz Europy Narodów. 13 grudnia 2006 do grupy tej przeszedł także Wiesław Kuc. Marek Czarnecki, nie reprezentując już Samoobrony RP, pod koniec kadencji należał do grupy Porozumienia Liberałów i Demokratów na rzecz Europy.

### Radni sejmików województw
(bez względu na okres reprezentowania)
| Radni sejmików województw II kadencji (kadencja 2002–2006) | Radni sejmików województw II kadencji (kadencja 2002–2006) | Radni sejmików województw II kadencji (kadencja 2002–2006) | Radni sejmików województw II kadencji (kadencja 2002–2006) |
| --- | --- | --- | --- |
| | | | |
| - Rafał Kubacki - Kazimierz Stańkowski - Marianna Kowalska - Marek Wiśniewski - Wojciech Szczupakowski - Waldemar Jakubaszek - Konrad Rękas - Stanisław Stolarczyk - Włodzimierz Janik - Jolanta Mitka - Aneta Krawczyk - Elżbieta Wójcik - Aleksandra Obrębska - Andrzej Chmielewski - Agata Święcka - Janusz Chara - Tadeusz Sosnowski - Karol Tylenda - Mieczysław Meyer - Antoni Waleczek - Jerzy Kłudka - Jarosław Gumuła - Adam Tarnowski - Bogdan Aleksiejczuk - Tadeusz Dębicki - Benedykt Wawrzyniak - Hubert Książkiewicz - Krzysztof Modliński - Andrzej Hatłas | - Wacław Berus - Danuta Kalisz - Alicja Sokołowska - Piotr Ostrowski - Marek Kalinowski - Zofia Grabczan - Stanisław Misztal - Jan Tyblewski - Bogusław Olejniczak - Stanisław Wiszniewski - Jarosław Rutkowski - Łukasz Pater - Adam Kapusta - Grzegorz Skwierczyński - Henryk Tylak - Adrian Zbyrowski - Tadeusz Błaszczyszyn - Dorota Hołowienko - Franciszek Marszk - Tadeusz Mazanek - Jan Grela - Jarosław Potrzeszcz - Grzegorz Cepil - Edward Przyłucki - Edward Bartocha - Maja Jankowska - Janusz Chrzanowski - Jan Bednarek - Monika Zajączkowska | - Włodzimierz Bryłka - Czesław Litwin - Maciej Mojzesowicz - Roman Trybuła - Stanisław Duszak - Jacek Kopeć - Bogusław Warchulski - Ireneusz Ganczar - Marek Wojtera - Andrzej Urbaniak - Jacek Popecki - Iwona Tworzydło - Marian Lasota - Stanisław Górski - Stefan Besz - Zbigniew Kośla - Jan Kamiński - Andrzej Kulesza - Maria Labuda - Leszek Czerwiński - Roman Cichoń - Józef Bąk - Andrzej Majchrzak - Ewa Gutowska - Tomasz Budner - Mirosław Adamczak - Bogusław Lepper - Tomasz Wywioł - Olga Sołtowska | - Krystyna Franczak - Hubert Costa - Regina Ostrowska - Teresa Marmucka-Lalka - Agnieszka Kowal - Mirosław Panasiuk - Cezary Symonowicz - Zbigniew Łuczak - Elżbieta Maciejewska - Mariusz Mazurek - Ryszard Musiał - Wiesława Filipek - Waldemar Chmielak - Krzysztof Sikora - Marek Workiewicz - Henryk Nowak - Antoni Cichocki - Roman Wołoszyn - Tadeusz Kolor - Dariusz Staszyński - Leszek Sułek - Mirosław Wójcik - Leszek Sargalski - Zbigniew Nowak - Krzysztof Zając - Urszula Kuświk - Grzegorz Tomczyk - Czesława Nowak |
| Radni sejmików województw III kadencji (kadencja 2006–2010) | | | |
| | | | |
| - Wacław Berus - Piotr Wolski - Józef Krzyszczak - Maciej Nawrocki - Sławomir Miłk - Zbigniew Szafraniec - Tomasz Gan - Józef Adamczak - Leszek Sargalski - Zdzisław Berdowski - Andrzej Sutkowski | - Grzegorz Skiba - Bartosz Nowacki - Jacek Kopeć - Lech Kowsz - Jacek Popecki - Andrzej Chmielewski - Barbara Błaszkowska - Barbara Duda - Jerzy Bachar - Wincenty Jędruszczak | - Józef Pawlak - Grzegorz Biernacki - Lucyna Kozaczuk - Ireneusz Ganczar - Piotr Kociołek - Sławomir Gromadzki - Maria Labuda - Józef Bąk - Edward Przyłucki - Tomasz Wywioł | - Adam Kroll - Marian Gołębiewski - Stanisław Misztal - Jan Wojtera - Cezary Łyżwiński - Mikołaj Gawryluk - Edward Wiśniewski - Agnieszka Szlęk - Ewa Gutowska - Piotr Paczkowski |

## Poparcie w wyborach

### Wybory parlamentarne
| Wybory | Sejm      | Sejm       | Sejm  | Sejm    | Sejm    | Senat   | Senat   | Uwagi                           |
| Wybory | Głosy     | Głosy      | Głosy | Mandaty | Mandaty | Mandaty | Mandaty | Uwagi                           |
| Wybory | Liczba    | %          | +/−   | Liczba  | +/−     | Liczba  | +/−     | Uwagi                           |
| ------ | --------- | ---------- | ----- | ------- | ------- | ------- | ------- | ------------------------------- |
| 1993   | 383 967   | 2,78 (12.) | –     | 0/460   | –       | 0/100   | –       | pod nazwą Samoobrona – Leppera  |
| 1997   | 10 073    | 0,08 (14.) | 2,70  | 0/460   | –       | 0/100   | –       | pod nazwą Przymierze Samoobrona |
| 2001   | 1 327 624 | 10,22 (3.) | 10,14 | 53/460  | 53      | 2/100   | 2       |                                 |
| 2005   | 1 347 355 | 11,41 (3.) | 1,19  | 56/460  | 3       | 3/100   | 1       |                                 |
| 2007   | 247 335   | 1,53 (5.)  | 9,86  | 0/460   | 56      | 0/100   | 3       |                                 |

### Wybory prezydenckie
| Wybory | Kandydat       | I tura    | I tura     | Uwagi                             |
| Wybory | Kandydat       | Głosów    | %          | Uwagi                             |
| ------ | -------------- | --------- | ---------- | --------------------------------- |
| 1995   | Andrzej Lepper | 235 797   | 1,32 (9.)  | kandydat nie przeszedł do II tury |
| 2000   | Andrzej Lepper | 537 570   | 3,05 (5.)  | prezydenta wyłoniono w I turze    |
| 2005   | Andrzej Lepper | 2 259 094 | 15,11 (3.) | kandydat nie przeszedł do II tury |
| 2010   | Andrzej Lepper | 214 657   | 1,28 (7.)  | kandydat nie przeszedł do II tury |

### Wybory do Parlamentu Europejskiego
| Wybory | Głosy   | Głosy      | Głosy | Mandaty | Mandaty |
| Wybory | Liczba  | %          | +/−   | Liczba  | +/−     |
| ------ | ------- | ---------- | ----- | ------- | ------- |
| 2004   | 656 782 | 10,78 (4.) | –     | 6/54    | –       |
| 2009   | 107 185 | 1,46 (7.)  | 9,32  | 0/50    | 6       |

## Partie polityczne wywodzące się z Samoobrony RP
Przez kilkanaście lat działalności z Samoobrony RP odeszło lub zostało wykluczonych wielu jej czołowych działaczy. Część z nich przechodziła do innych istniejących partii, m.in. SLD, PiS bądź PLD. Pozostali natomiast zakładali nowe ugrupowania mające w nazwie człon „Samoobrona”. Nie było to bezcelowe, chodziło bowiem o odebranie partii-matce elektoratu. Takimi partiami były:
- Front Narodowej Samoobrony (z rozłamu jeszcze w Przymierzu Samoobrona) – założyciel: Janusz Bryczkowski
- Samoobrona Narodu Polskiego (później pod nazwą „Obrona Narodu Polskiego”) – założyciel: Tadeusz Mazanek
- Samoobrona Ruch Społeczny (współtworzyła później Samoobronę Odrodzenie) – założyciele: Henryk Dzido, Sławomir Izdebski, Zbigniew Witaszek
- Samoobrona Patriotyczna – założyciele: Marian Frądczyk, Zbigniew Witaszek (jej działacze powołali także Polskę Patriotyczną, której przewodniczącym został Ryszard Jarznicki)

Powstały także ugrupowania o autorskich nazwach:
- Polski Blok Ludowy – założyciel: Wojciech Mojzesowicz
- Polska Racja Stanu – założyciele: Zenon Tyma, Zbigniew Witaszek
- Inicjatywa Rzeczypospolitej Polskiej – założyciel: Zbigniew Łuczak
- Partia Regionów – założyciele: Krzysztof Filipek, Danuta Hojarska, Bolesław Borysiuk

Żadna z tych partii nie osiągnęła sukcesu wyborczego, a niektóre z nich po niedługim czasie zakończyły działalność.
28 stycznia 2010 zarejestrowane zostało ugrupowanie Nasz Dom Polska – Samoobrona Andrzeja Leppera, na czele którego stanął Andrzej Lepper, a wśród założycieli którego znaleźli się inni czołowi działacze Samoobrony RP, m.in. Janusz Maksymiuk i Bogdan Socha (którzy w późniejszym okresie odeszli z ugrupowania). W 2011 partia ta przyjęła nazwę „Samoobrona”, a 4 marca 2012 Samoobrona RP weszła w jej skład.